# Neil McBain
Pour les articles homonymes, voir McBain.
Neil McBain est un footballeur puis entraîneur écossais, né le 15 novembre 1895 à Campbeltown, en Écosse, et décédé le 13 mai 1974. Évoluant au poste de milieu de terrain, il est principalement connu pour ses saisons à Manchester United, Everton, Ayr United et Watford (ces deux derniers clubs qu'il a aussi entraînés) ainsi que pour avoir été sélectionné en équipe d'Écosse.
Il est célèbre pour détenir le record du joueur le plus vieux à avoir joué un match de Football League, à l'âge de 51 ans et 120 jours.

## Biographie

### Carrière de joueur
Natif de Campbeltown, Écosse, Neil McBain commence sa carrière professionnelle en jouant pour Ayr United. Il dispute son premier match le 20 mars 1915 contre Clyde. Sa carrière est interrompue par la Première Guerre mondiale, où il sert successivement dans le Black Watch puis dans la Royal Navy. 
Retourné à Ayr United, il y joue jusqu'en novembre 1921 où il s'engage pour Manchester United pour un montant de 4 600£. En janvier 1923, après 42 matches de championnat pour les Red Devils, il s'engage pour Everton pour 4 200£. 
Il joue 97 matches de championnat pour les Toffees, il retourne dans le championnat écossais en s'engageant pour Saint Johnstone en juillet 1926 pour 1 100£.
Il retourne ensuite dans le Merseyside en mars 1928, mais cette fois-ci pour Liverpool, mais n'y joue que 12 matches avant de s'engager pour Watford dès novembre de cette même année.

### Carrière d'entraîneur
En 1929, alors qu'il est encore joueur de Watford, il est nommé comme entraîneur du club. Il passe deux saisons comme joueur-entraîneur avant de prendre sa retraite des terrains en 1931 tout en restant à la tête de l'équipe qu'il quitte en août 1937 pour prendre la direction d'Ayr United.
En juin 1938, il retourne en Angleterre pour devenir l'entraîneur de Luton Town, poste qu'il quittera après un an, en juin 1939. 
En juin 1946, il est nommé entraîneur de New Brighton (en) et, le 15 mars 1947, confronté à une avalanche de blessures dans son effectif, tout particulièrement parmi les gardiens, il se retrouve sans autre solution que de rechausser les crampons pour occuper la place dans les cages de son équipe. Ce match, joué à 51 ans et 120 jours, et presque exactement jour pour jour 32 ans après son premier match professionnel, le fait rentrer dans l'histoire de la Football League comme étant le joueur le plus âgé à avoir disputé une rencontre officielle.
Il est renvoyé de New Brighton (en) en février 1948 et retrouve un poste presque immédiatement à Leyton Orient comme assistant de Charlie Hewitt (en). Il est promu entraîneur de l'équipe en août de cette même année, après le départ d'Hewitt pour Millwall. En août 1949, il quitte son poste pour tenter l'aventure en Argentine en prenant en main l'équipe d'Estudiantes de La Plata, pour une expérience qui durera deux années.
Il prend ensuite pour la deuxième fois la direction d'Ayr United, obtenant la promotion en Division One, mais il quitta son poste en août 1956 pour une seconde pige à Watford, qui durera jusqu'en février 1959. Il connaît une troisième et dernière expérience d'entraîneur à Ayr United entre 1962 et 1963.

### Carrière internationale
Il connaît trois sélections en équipe d'Écosse, la première en avril 1922, alors qu'il est joueur de Manchester United, pour une victoire 1-0 contre l'Angleterre à Villa Park.
Ses deux autres sélections arriveront en 1923 et en 1924, alors qu'il est joueur d'Everton, contre l'Irlande puis contre le Pays de Galles.